# ブバカール・サネー
ブバカール・サネー（Bubacarr Sanneh，1994年11月14日 - ）は、ガンビア・セレクンダ出身のサッカー選手。FKズヴィイェズダ09所属。ガンビア代表。ポジションは、ディフェンダー。

## 経歴

### クラブ
2012年、故郷ガンビアのレアル・デ・バンジュールでプロデビュー。
2014年9月1日、ACホーセンスへ期限付き移籍した。同年11月10日に行われたデビュー戦となるヴィボーFF戦でフル出場しゴールを決めた。
その後、2015年4月22日に完全移籍。
2017年11月5日、FCミッティランへ移籍した。
2018年8月、およそ800万ユーロで5年契約を結び、RSCアンデルレヒトへ移籍した。
2019年8月、成績不振を理由にトルコのギョズテペSKに貸し出されたが、出場機会は殆ど得られず、2020年1月にはベルギーに戻りKVオーステンデに期限付き移籍した。
オーステンデ退団後は、オーバーエイジとしてアンデルレヒトU-21に所属していたが、2021年1月25日にオーフスGFに期限付き移籍した。
2022年2月21日、スナユスケ・フッボルトに移籍した。

### 代表
2012年、ガンビア代表デビュー。
2019年10月9日にジブチ市で行われたアフリカネイションズカップ2021予備予選のジブチ戦において、代表初ゴールを決めた。